# Mesalina simoni
Espèce
Synonymes
- Podarces simoni Boettger, 1881

Mesalina simoni est une espèce de sauriens de la famille des Lacertidae.

## Répartition
Cette espèce est endémique du Maroc.

## Étymologie
Cette espèce est nommée en l'honneur de Hans Simon.

## Publication originale
- Boettger, 1881 : Diagnoses Reptilium novorum Maroccanorum. Zoologischer Anzeiger, vol. 4, p. 570-572 (texte intégral).